# Tertulia del Niké
Tertulia del Niké, también llamada Grupo OPI-Niké o Grupo del Niké, y de forma familiar «Peña Niké», fue un lugar de encuentro de la cultura zaragozana y aragonesa en España a lo largo de la segunda mitad del siglo xx, fundado por el poeta Miguel Labordeta y el pintor José Orús, entre otros diversos participantes.
Nacida en el Café Niké de Zaragoza, en el seno de la Oficina Poética Internacional, grupo de intelectuales y artistas con vocación de vanguardia, en su mayoría poetas aragoneses, además de escritores, pintores, fotógrafos y cineastas, en las décadas de 1950 y 1960. Su historia fue recogida, desde su experiencia personal y subjetiva, por el contertulio Benedicto Lorenzo de Blancas. Entre los poetas que conformaban este grupo, pueden citarse entre otros a José Antonio Labordeta, Miguel Labordeta, Rosendo Tello, Luciano Gracia, Manuel Pinillos, Emilio Gastón, Guillermo Gúdel, Julio Antonio Gómez, José Antonio Rey del Corral, Miguel Luesma y Fernando Ferreró.